# Rami Hmam
Rami Hmam oder Rami Ham(m)am (* 27. Juni 1998 in Menzel Temime) ist ein tunesischer Handballspieler, der seit 2021 beim Club Africain in der tunesischen Handballliga spielt. Zudem gehört er der tunesischen Nationalmannschaft an und spielt auf der Position des Kreisläufers.

## Karriere
Hmam startete seine Handballkarriere bei der Union Sportive Témimienne, für die er von der Saison 2015/16 bis zur Saison 2017/18 auflief. In der Saison 2018/19 wechselte Hmam zum SC Moknine. Zur Saison 2019/20 schloss er sich dem EBS Beni Khiar an, blieb jedoch parallel auch für den SC Moknine aktiv. In der Saison 2020/21 kehrte Hmam zur Union Sportive Témimienne zurück. In der Saison 2021/22 wechselte er zum Club Africain, einem der führenden Handballvereine Tunesiens. Auch in der Saison 2022/23 spielte Hmam weiterhin für den Club Africain.
Im Verlauf seiner Karriere hat sich Rami Hmam als Kreisläufer etabliert.

### Nationalmannschaft
Sein Debüt auf internationaler Bühne gab er in jungen Jahren, und seither ist er regelmäßig in den Kader berufen worden. Hmam hat an verschiedenen kontinentalen und internationalen Turnieren teilgenommen.